# 广西民族报
《广西民族报》是直属于中华人民共和国广西壮族自治区民族宗教事务委员会的一家以汉、壮双语出版的报刊。截至2022年，该报也是中华人民共和国唯一一家用壮汉两种文字出版的专业报纸。

## 历史
1957年7月1日，广西省文工作委员会主办了《壮文报》，为广西第一家以少数民族语言文字出版的报纸，也是中华人民共和国第一家壮文报社，创报初期使用老壯文。在文化大革命期间，壮文报曾一度停刊，直到1982年复刊，为四开四版的旬刊，并使用新壮文出版；1983年，该报改为周刊；1986年，《壮文报》更名为《广西民族报》，并再度改为周二刊。1992年7月8日，国家新闻出版署批准《广西民族报》出版简体中文版本，并获得國內統一連續出版物號，该报也由此可以在全国公开发行。

## 内容
《广西民族报》为隸屬於广西壮族自治区民族宗教事务委员会的報刊，是中共广西壮族自治区党委、广西壮族自治区人民政府向外界表達其觀點與角度的重要工具；其主要刊登中共广西党委及政府工作、壮族文化、民族地区经济及文化建设经验等相关的新闻报导。该报也为壮文推行使用工作服务，在一定程度上起到了传承、弘扬壮族文化，规范壮语使用的作用。